# Fiamma Luzzati
Fiamma Luzzati est une bédéiste, blogueuse à succès et journaliste free-lance italienne de langue française, née le 29 juin 1964 à Rome et vivant à Paris.

## Biographie
Native de Rome, Fiamma Luzzati débarque à Paris et collabore à partir de 2012 avec le quotidien Libération en tant que blogueuse, illustratrice et vulgarisatrice scientifique. Ainsi, allant à la rencontre de psychiatres et de neurologues, elle recueille des histoires de patients qu’elle publie sur un blog. Elle devient alors une blogueuse à succès et son blog BD L’Avventura est bientôt hébérgé sur le site du journal Le Monde.  
Fiamma Luzzati publie en 2013 une bande dessinée en format poche, qui est une sélection de ses chroniques postées à l’origine sur le blog de Libération : L’Avventura, la vie dessinée d’une Italienne à Paris (Rozebade Éditions). Puis elle publie un diptyque intitulé Le Bain de science de Fiamma chez Delcourt (2015 puis 2016) qui comporte également des chroniques pré-publiées sur le blog du journal Le Monde ainsi que des inédits. En 2020, elle illustre le récit de l'infectiologue Karine Lacombe qui raconte comment elle a vécu la première vague du Covid-19, dans la bande-dessinée La Médecin parue chez Stock,.

## Œuvres

### Bandes dessinées
- L' Avventura[3] (format poche), éditions Rozebade, 2013
- Le Bain de science de Fiamma, Delcourt, 
  - Le cerveau peut-il faire deux choses à la fois ? Et autres petites questions de grande importance[6], 2015
  - Le femme qui prenait son mari pour un chapeau. Voyage au pays du cerveau[7],[8], 2016
- Ressusciter n’est pas une mince affaire, petites et grandes histoires autour du Covid-19[9], Massot, 2020
- La médecin - une infectiologue au temps du Corona[4],[5], texte de Karine Lacombe, dessin de Fiamma Luzzati, Stock, 2020
- La Cité des sages[10], scénario de Chiara Pastorini, dessin de Fiamma Luzzati, éditions Philippe Rey, 2022
- L'emprise. Histoire d'une manipulation, Delcourt, 2024